# Gulpen-Wittem
Gulpen-Wittem (anhörenⓘ) ist eine Gemeinde in der niederländischen Provinz Limburg. Sie liegt am Zusammenfluss der beiden im benachbarten Belgien entspringenden Gewässer Göhl (niederländisch Geul) und Gulp. Die Hauptstraße N278 von Aachen nach Maastricht durchquert das Ortszentrum.
Die Gemeinde entstand am 1. Januar 1999 durch Zusammenschluss der Gemeinden Gulpen und Wittem. Sie besteht aus den Ortschaften Eys, Epen, Gulpen, Mechelen, Nijswiller, Partij-Wittem, Reijmerstok, Slenaken, Wahlwiller und Wijlre.

## Politik

### Sitzverteilung im Gemeinderat
Der Gemeinderat wird seit der Gemeindegründung folgendermaßen gebildet:
| Partei                        | Sitze | Sitze | Sitze | Sitze | Sitze | Sitze | Sitze |
| Partei                        | 1998  | 2002  | 2006  | 2010  | 2014  | 2018  | 2022  |
| ----------------------------- | ----- | ----- | ----- | ----- | ----- | ----- | ----- |
| PRO Gulpen-Wittem a           | –     | –     | –     | –     | –     | 5     | 4     |
| Fractie Franssen              | 5     | 5     | 3     | 4     | 5     | 3     | 4     |
| Balans Gulpen-Wittem b        | 4     | 4     | 4     | 2     | 2     | 3     | 3     |
| CDA                           | 4     | 5     | 6     | 4     | 5     | 4     | 3     |
| Van der Laan/DOE’22           | –     | –     | –     | –     | –     | –     | 1     |
| GroenLinks a                  | 3     | 3     | 2     | 2     | 3     | –     | –     |
| PvdA a                        | 3     | 3     | 2     | 1     | 0     | –     | –     |
| GROEN!                        | –     | –     | –     | 1     | –     | –     | –     |
| Fractie Brants                | –     | –     | –     | 1     | –     | –     | –     |
| VVD                           | 1     | 0     | 0     | –     | –     | –     | –     |
| Algemene Gemeentebelangen ’98 | 0     | 0     | –     | –     | –     | –     | –     |
| Gesamt                        | 17    | 17    | 17    | 15    | 15    | 15    | 15    |

Anmerkungen

### Kollegium von Bürgermeister und Beigeordneten
Folgende Personen gehören zum Kollegium:
Bürgermeister
- Nicole Ramaekers-Rutjens (parteilos) (Amtsantritt: 8. Mai 2017)[4]

Beigeordnete
- Marion van der Kleij (PRO Gulpen-Wittem)
- Jos Last (Balans Gulpen-Wittem)
- Guido Houben (PRO Gulpen-Wittem)

Gemeindesekretär
- Jos Kusters

## Tourismus
Gulpen-Wittem ist das Zentrum des Mergellandes (ndl. „heuvelland“) in der niederländischen Provinz Limburg. Die abwechslungsreiche und für die Niederlande untypische sanfte Hügellandschaft des Mergellandes ist touristisch gut erschlossen, speziell als Wandergebiet.
Bekannt ist das Erlebnisbad Mosaqua in Gulpen.
Der Münsteraner Baumeister Johann Conrad Schlaun zeichnete verantwortlich für den Bau der Klosterkirche in Wittem, der St. Agatha Kirche in Eys sowie für umfangreiche Erweiterungsarbeiten und Renovierungsarbeiten an Schloss Neubourg am Ortsrand von Gulpen, das damals im Besitz des Aachener Tuchfabrikanten Johann Adam Clermont (1673–1731) war.
Einige historische Mühlen an Gulp und Göhl sind restauriert und anderen Verwendungen zugeführt worden und können als Museumsmühlen besichtigt werden.

## Wirtschaft
Wirtschaftlich relevant sind neben dem Tourismus und der Landwirtschaft die beiden Brauereien Gulpener Bier in Gulpen und Brand Bier in Wijlre.

## Kultur
Jährlich finden in Eys die Musiktage, die Orgelkonzerte in Wijlre und die Kunsttage in Wittem statt. Die „Poorten van Reijmerstok“ und die Kunstroute werden abwechselnd alle zwei Jahre organisiert.

## Söhne und Töchter der Gemeinde
- Johann von Specht (1791–1850), kurhessischer Generalmajor und Kommandeur der 1. Infanterie-Brigade
- Paul Hupperts (1909–1999), Dirigent
- Tom Brand (1917–1970), Oratorien-, Konzert- und Liedsänger (Tenor)
- Alex Schillings (* 1957), Musiker, Musikpädagoge, Komponist und Dirigent

## Galerie

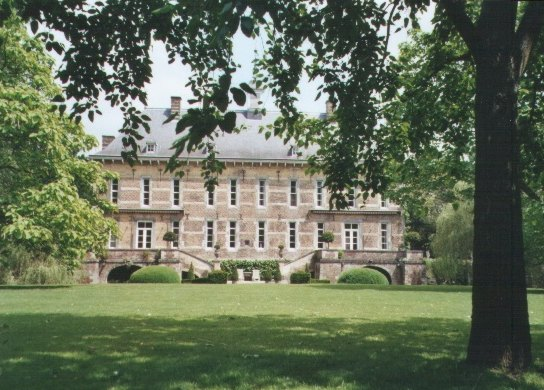
Schloss Wijlre
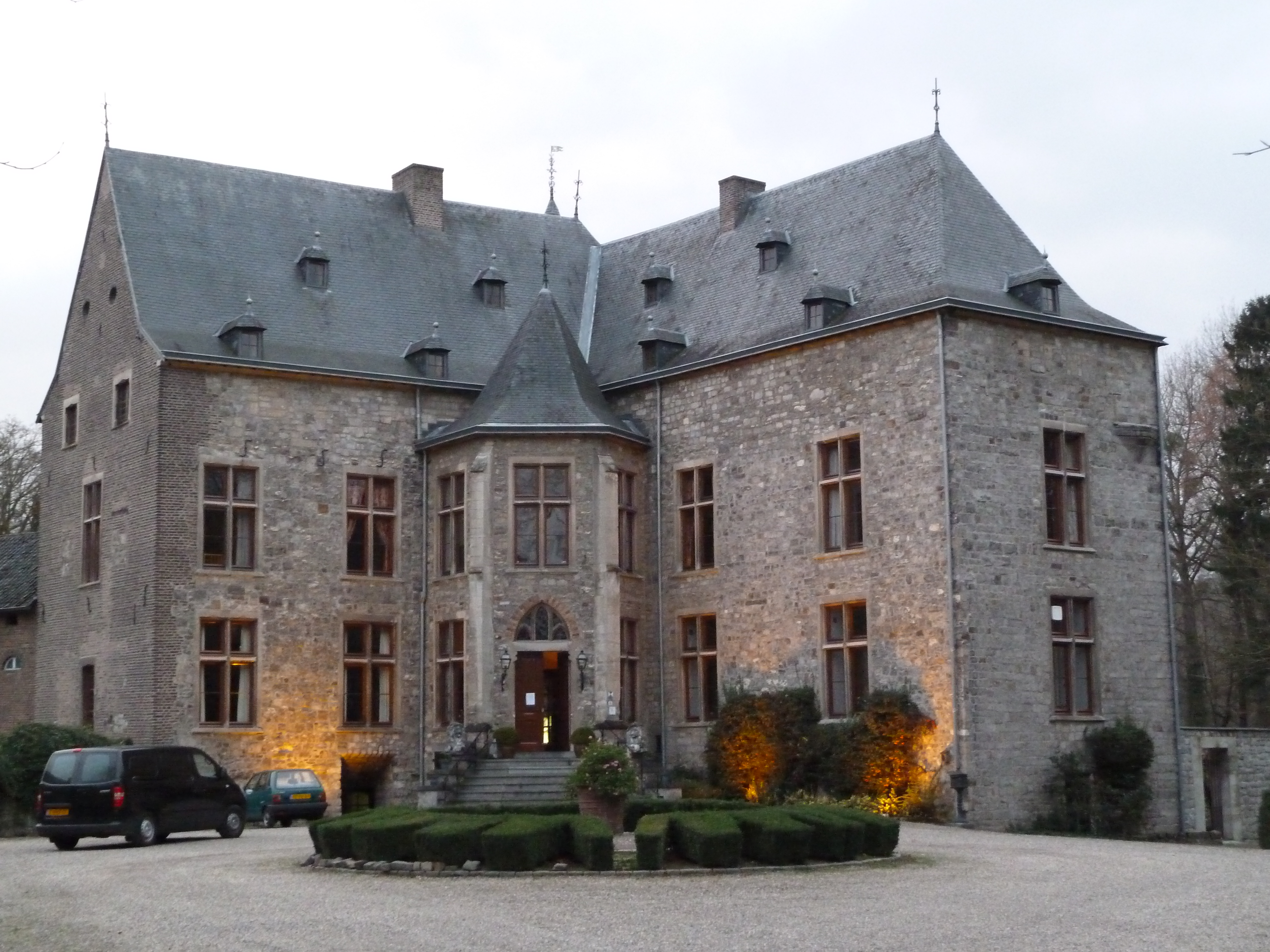
Kasteel Wittem
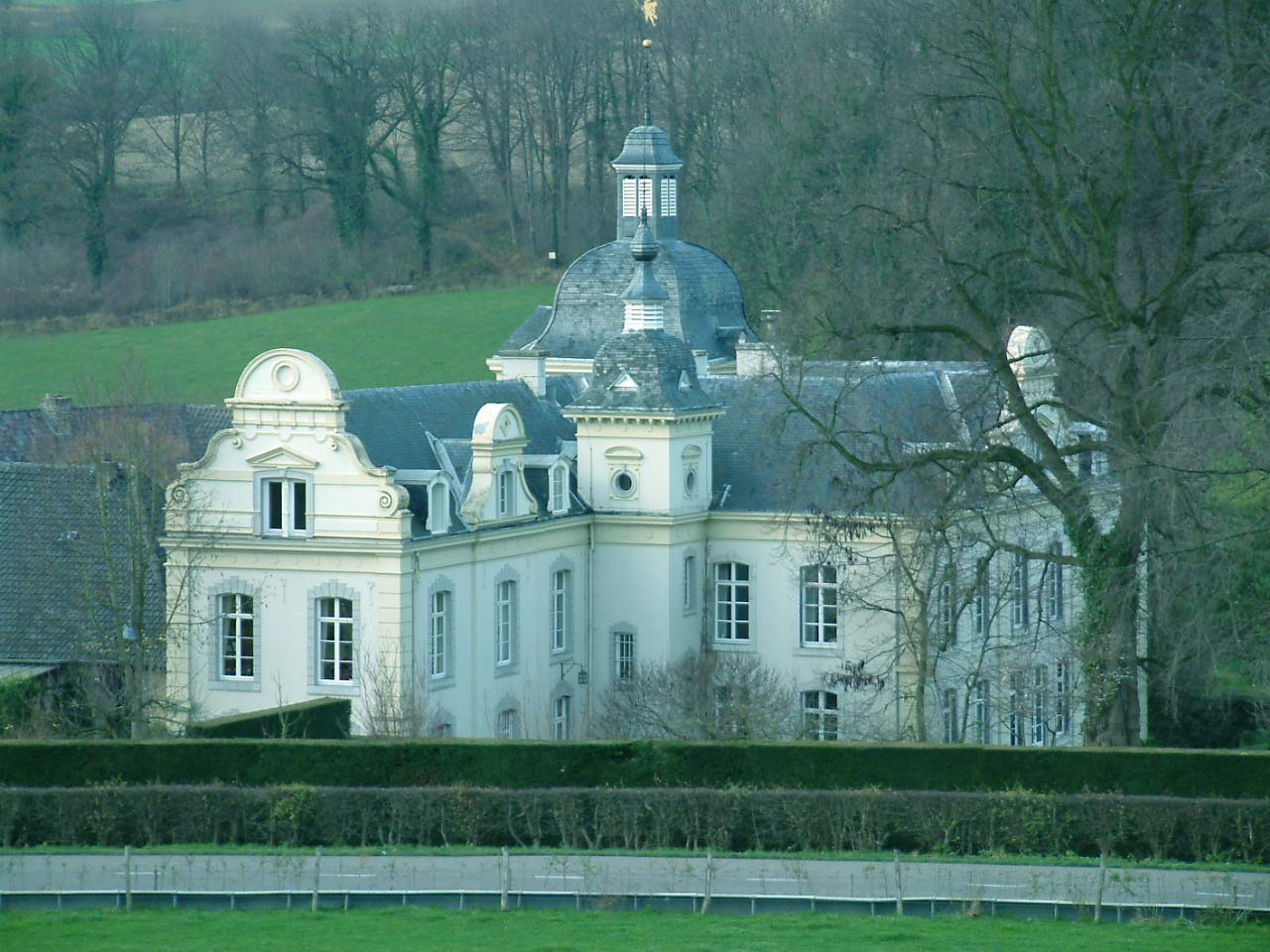
Kasteel Goedenrade, Eys
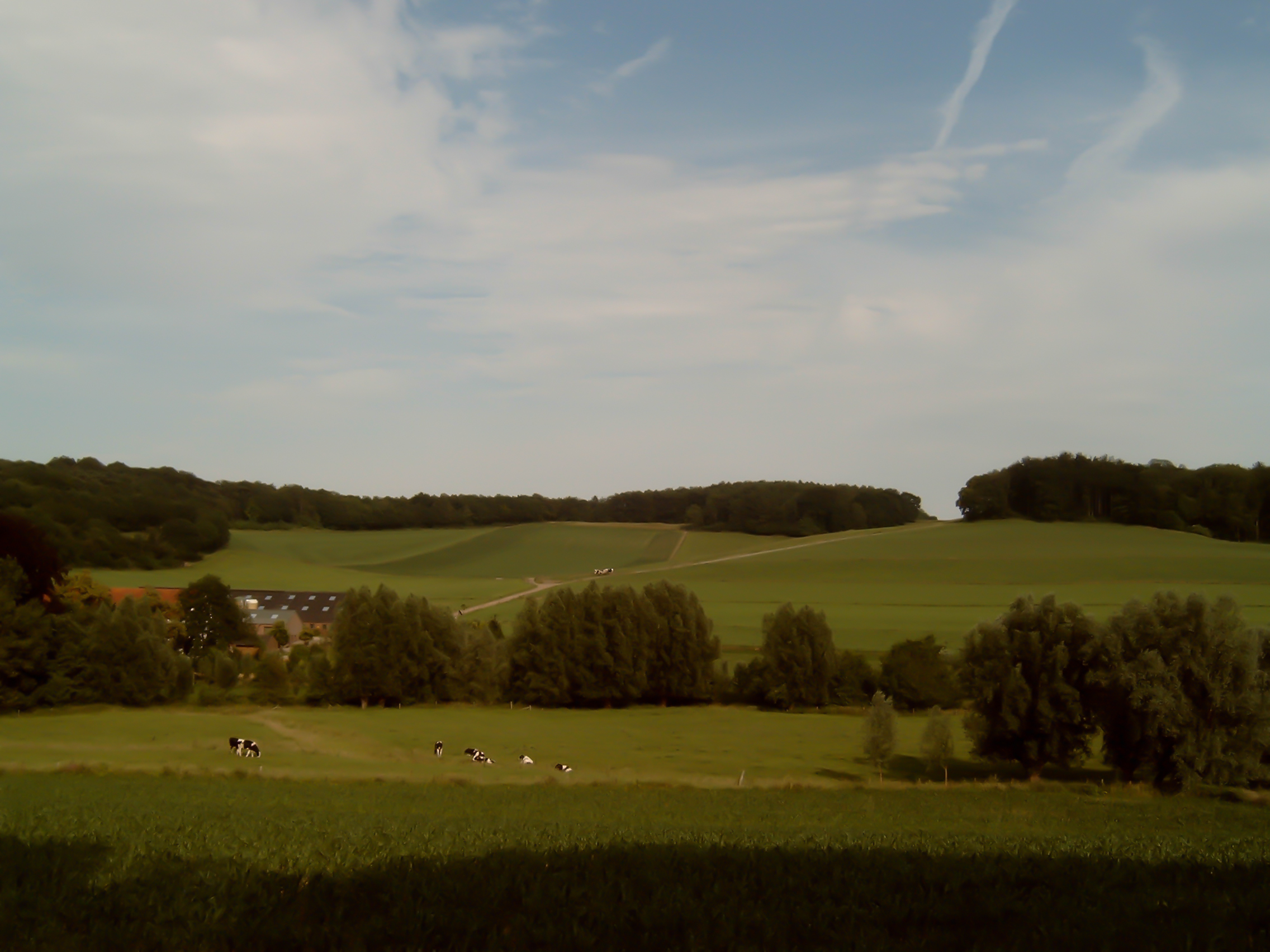
Zwischen Slenaken und Gulpen
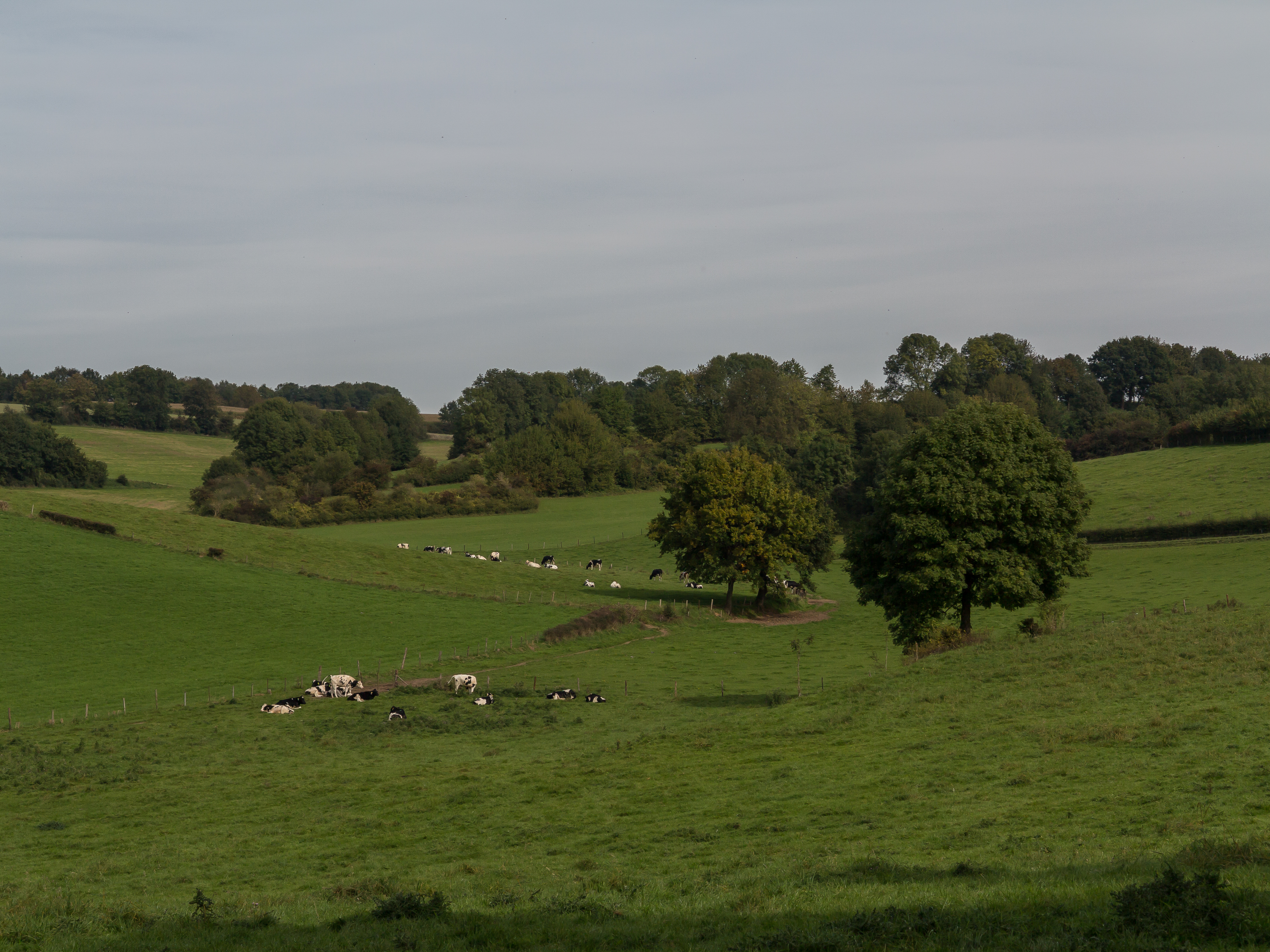
Panorama bei Trintelen
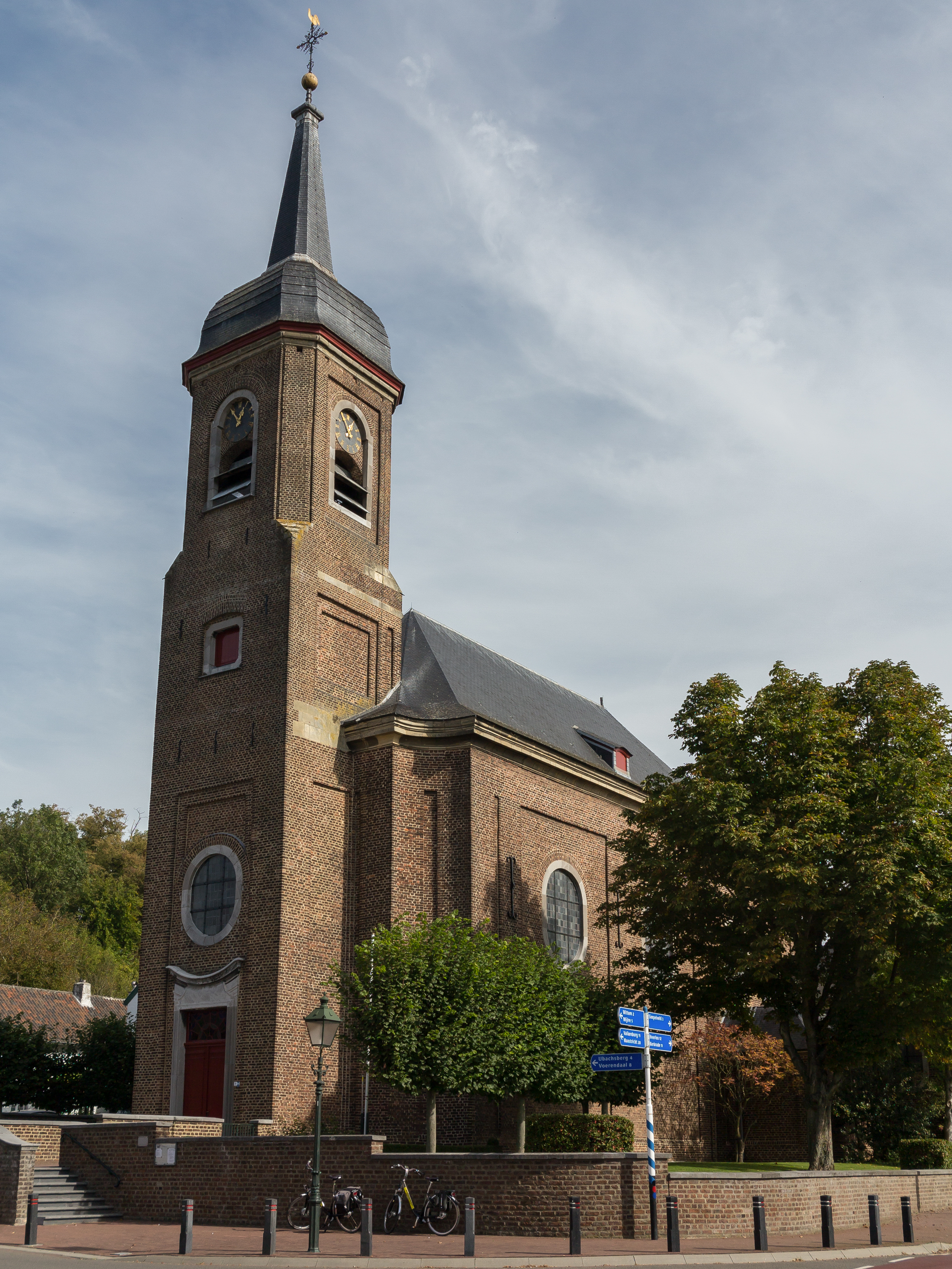
Kirche Sint-Agathakerk in Eijs
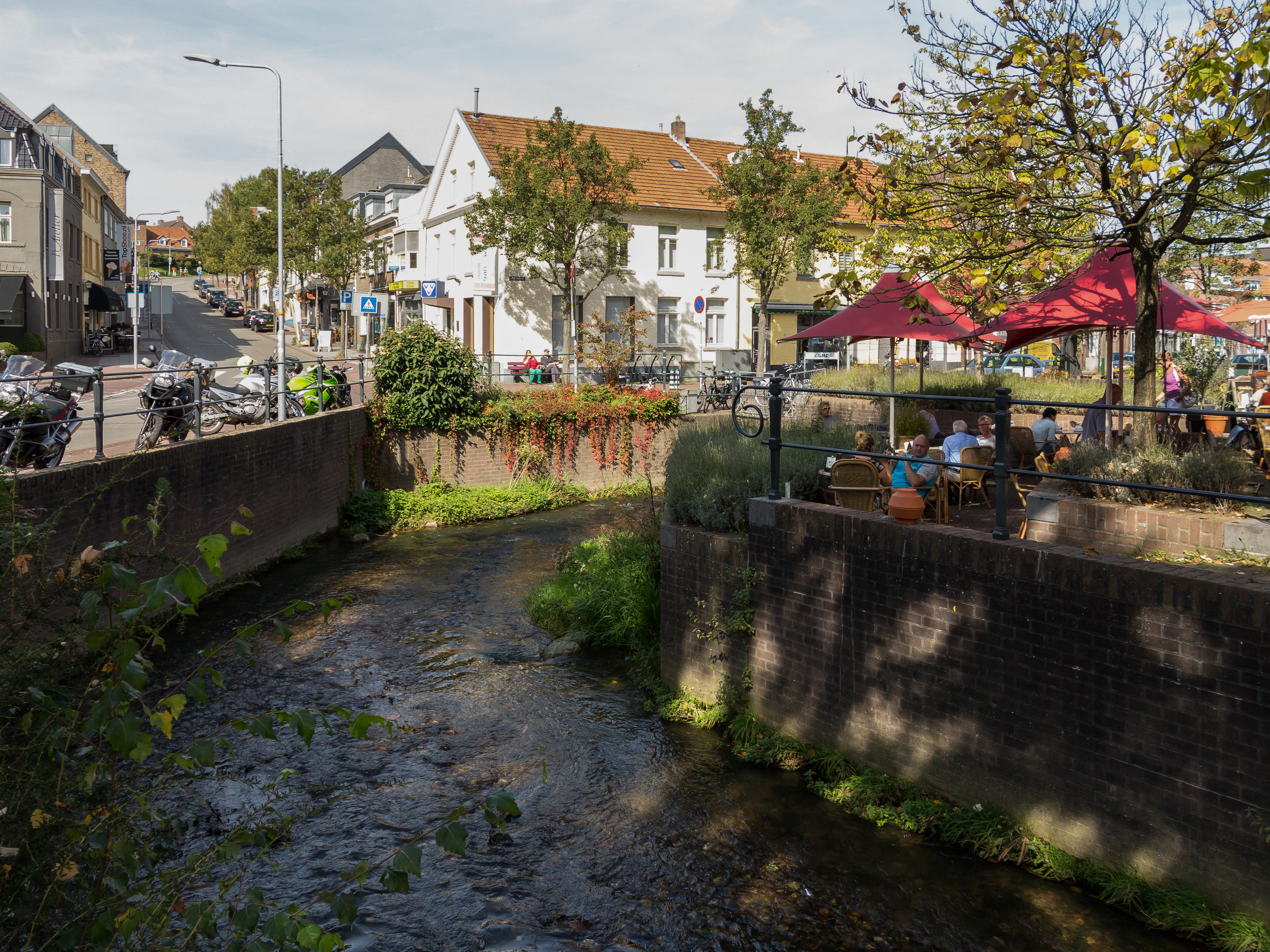
Fluss Gulp in Gulpen
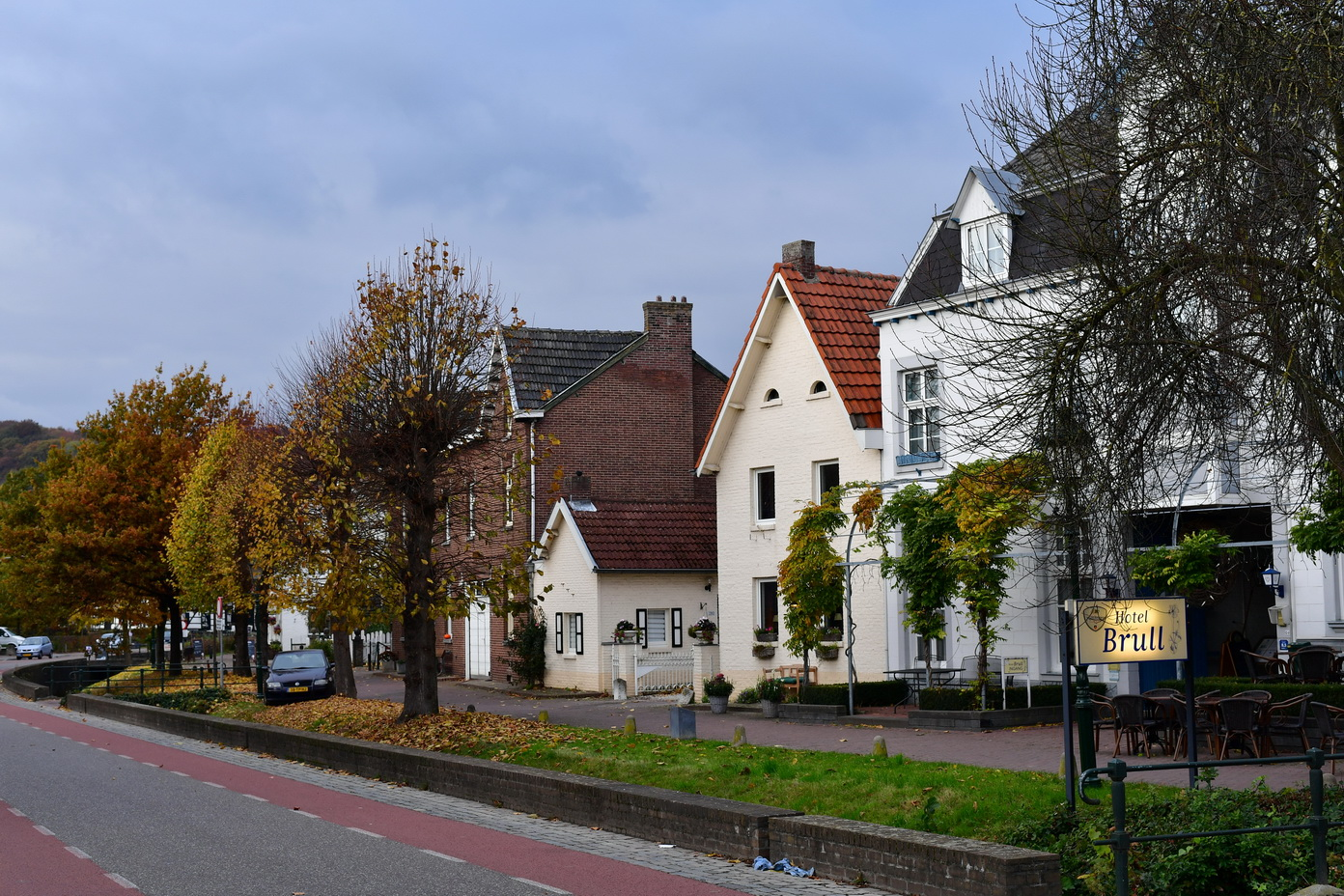
Mechelen, Hoofdstraat
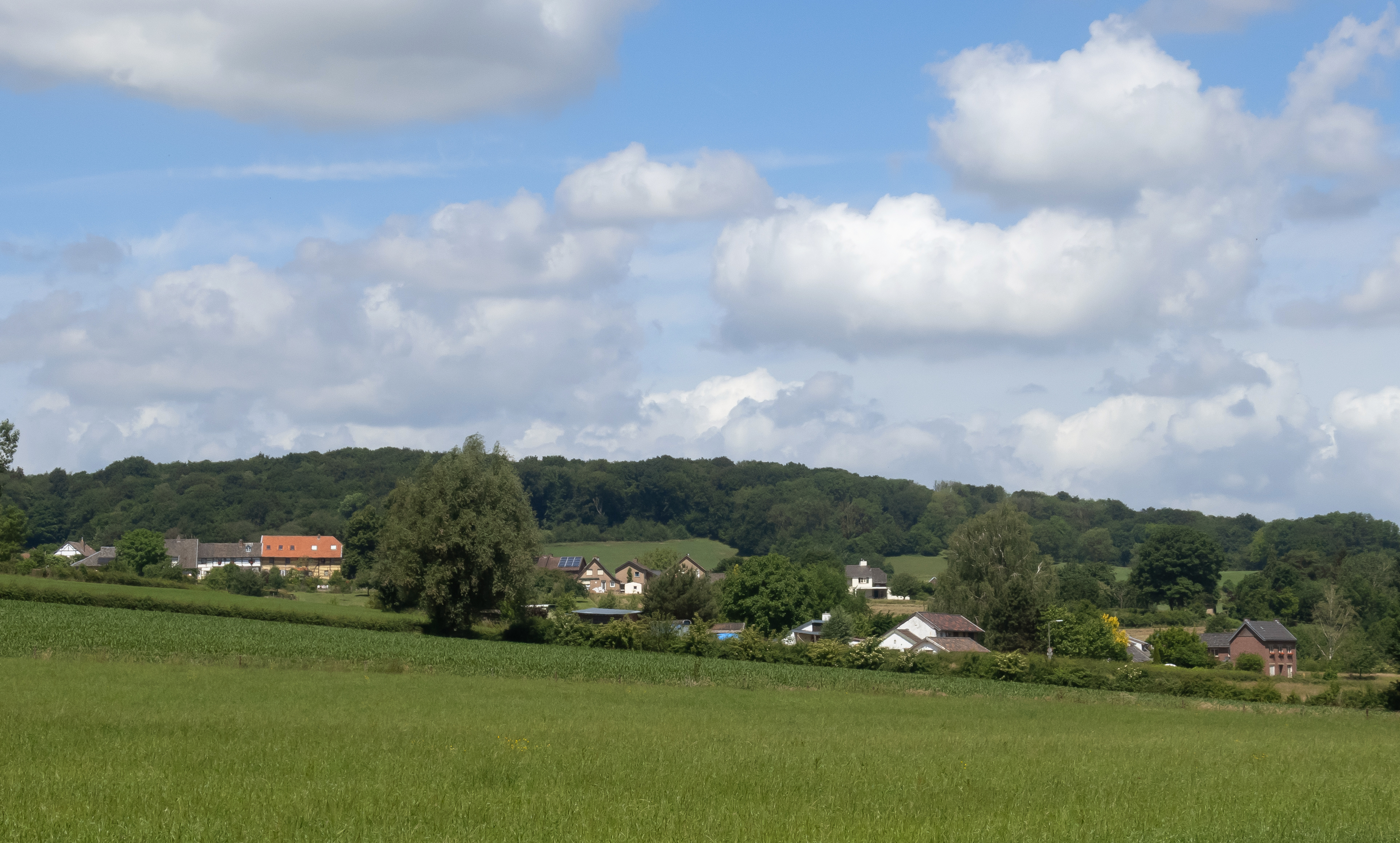
Zwischen Epen und Mechelen, Häuser in den Hügeln